# Omar Moreno
Omar Renán Moreno Quintero Nació el 24 de octubre de 1952, en el occidente del país en la región de Puerto Armuelles, Panamá fue un outfielder de las Grandes Ligas de Béisbol de 1975 a 1986. Fue más conocido por sus años con los Piratas de Pittsburgh, y fue el centro de comenzar fielder y leadoff bateador.

## Carrera
Moreno hizo su primera aparición con los Piratas en septiembre de 1975, y se convirtió en el equipo a partir del centro fielder en 1977.  Tuvo gran velocidad y llevó a la Liga Nacional en bases robadas en 1978 y 1979.  En 1980, estableció los Piratas' única de la temporada récord de bases robadas con 96.  A pesar de que no tenía bases robadas en el 1979 la Serie Mundial, él golpeó .333 en el leadoff lugar durante la serie.
Moreno jugó todos los partidos del 1979 y 1980 las estaciones del año y llevó a la Liga Nacional en los dos años en los murciélagos.
Sus 96 bases robadas en 1980 son las más por cualquier jugador que no conducen a las empresas importantes en roba de la temporada. Moreno fijó un no tan impresionante que por hacer un año de 560 veces ese año, que es un importante historial de la liga.
Después de la 1982 temporada, Moreno firmado como agente libre con los Astros de Houston. Fue cambiado a mediados de ese año a los Yankees de Nueva York, con el que jugó hasta que su libertad en agosto de 1985. Firmó con los Reales de Kansas City para el último mes del 1985 temporada, y terminó su carrera con los Bravos de Atlanta en 1986. 

## Vida Personal
Moreno regreso a Panamá desde su retiró. Él y su esposa Sandra han dirigido la Fundación Omar Moreno, una organización benéfica de béisbol juvenil para niños desfavorecidos en Panamá. Moreno asumió el título de Secretario de Deportes, cargo creado por el entonces presidente electo Ricardo Martinelli en mayo de 2009.
Consideraba que un silbato utilizado por su esposa Sandra era su reliquia más valiosa de su época como jugador. El silbato hacía un ruido muy fuerte y era un sonido común durante las transmisiones de la Serie Mundial de 1979.
Moreno hizo un cameo en la película mexicana El Hombre de la Mandolina, que fue nominada al Ariel de Plata en 1985. Apareció en un papel no acreditado en el programa Fantasma del Espacio de costa a costa junto con su compañero de Grandes Ligas Mookie Wilson en un episodio llamado "Chinatown".